# Ruta Provincial E 78 (Córdoba)
La Ruta Provincial E-78 es una breve ruta de jurisdicción provincial, de Córdoba. Está ubicada en el Valle de San Javier, al Oeste de la provincia de Córdoba, República Argentina
.

Posee una longitud de apenas 0,7 km y discurre por la zona céntrica de la localidad de Nono. 
Su inicio se ubica en la intersección de la RP A-157 (que se utiliza como acceso al Museo Rocsen) y la  RP 14 (km 99) . Finaliza en la intersección con esta última ruta mencionada, pero 1 km más adelante.

## Recorrido
Su trazado coincide con la calle Sarmiento, por la que discurre hasta la plaza central, de allí continúa por calle Vicente Castro hasta alcanzar nuevamente la RP 14, donde finaliza.